# Союз-1
«Союз-1» — первый советский пилотируемый космический корабль (KK) серии «Союз». Запущен на орбиту 23 апреля 1967 года. На борту «Союза-1» находился один космонавт — Герой Советского Союза инженер-полковник В. М. Комаров, который погиб на следующий день во время приземления спускаемого аппарата. При возвращении на Землю Комаров умело провёл снижение вручную, но запутавшиеся стропы не позволили раскрыться парашюту полностью. В итоге при соударении с землёй на скорости почти в 180 км/ч спускаемый аппарат взорвался. Корабль был смят, тело обгорело до неузнаваемости. Прах Комарова был торжественно захоронен у стен Кремля 26 апреля 1967 г. Дублёром Комарова при подготовке к этому полёту был Ю. А. Гагарин, погибший утром 27 марта 1968 года при испытаниях истребителя МиГ-15 во Владимирской области. Истребитель не вышел из штопорной бочки на высоте 3 км. 

## Программа и цели полёта

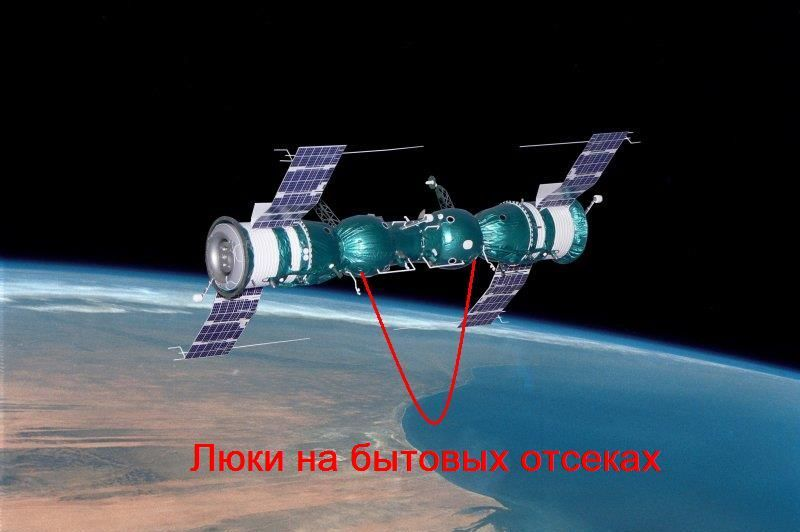
Рисунок художника, стыковка кораблей «Союз-4» и «Союз-5» 16 января 1969 года.
Аналогичная программа полёта была у кораблей «Союз-1» и «Союз-2А». Космонавты должны были в скафандрах «Ястреб» выйти в открытый космос, используя бытовые отсеки как шлюзовые камеры, и перейти из одного корабля в другой.

Программа полёта предусматривала не только первое испытание корабля серии в пилотируемом режиме, но и сразу первую в мире стыковку пилотируемых кораблей с запускаемым вслед кораблём «Союз-2» с экипажем Быковский, Елисеев, Хрунов и переход через открытый космос последних двоих для возвращения на «Союзе-1», в котором для них были установлены второе и третье индивидуальные кресла-ложементы. Ввиду неполадок на «Союзе-1» старт однотипного второго корабля «Союз-2» был отменён, что спасло жизни его экипажу.
Полёт со стыковкой пилотируемых кораблей планировался на недостаточно отработанных аппаратах — три беспилотных испытательных полёта кораблей «Союз» (7К-ОК № 2, известный как «Космос-133»; 7К-ОК № 1, старт которого был отложен, но привёл к срабатыванию системы аварийного спасения и взрыву ракеты на стартовом сооружении; 7К-ОК № 3 «Космос-140») оказались полностью либо частично неудачными, а инженеры зафиксировали 203 замечания к конструкции корабля. Руководство СССР и космической отрасли было недовольно тем, что за предыдущие два года в СССР не было ни одного пилотируемого полёта (после досрочного прекращения рискованной и малоперспективной программы «Восход»), в то время как США с марта 1965 года по ноябрь 1966 года провели десять пилотируемых полётов по программе «Джемини»}, впервые в мире осуществив орбитальные маневры, сближение кораблей и орбитальную стыковку, поставив рекорды длительности и высоты пилотируемого полёта, а также длительности выхода в открытый космос. С другой стороны, руководство космической программы после смерти С. П. Королёва в январе 1966 года имело явно недостаточный авторитет у политического руководства СССР для организации принятия решения о продолжении доводки неотработанных кораблей в автоматическом режиме. Кроме того, испытательные полёты «Союзов» были полезны для подготовки советской лунной программы, в которой лунно-облётный корабль Л1 «Зонд» и лунно-орбитальный корабль-модуль ЛОК экспедиционного комплекса Л3 были унифицированы с «Союзами», а лунно-орбитальный ЛОК и лунно-посадочный ЛК корабли-модули комплекса Л3 также использовали стыковку с переходом члена экипажа через открытый космос.

## Выход на орбиту и катастрофа при спуске
Корабль с В.Комаровым на борту был запущен в 00:35 23 апреля. Планирующийся 21 апреля пуск Союза - 2 с тремя космонавтами на борту был отменён. Неполадки начались сразу после выхода корабля «Союз-1» на орбиту: не раскрылась одна из двух панелей солнечных батарей, корабль стал испытывать дефицит электроэнергии. Космонавт пытался открыть солнечную батарею раскруткой корабля вокруг своей оси, однако это не привело к желаемым результатам. Вследствие этой неисправности полёт был досрочно прекращён, на Земле был разработан непростой алгоритм ручного управления, переданный Гагариным по радио на борт, и корабль успешно сошёл с орбиты на 19-м витке. Для посадки Комаров вручную сориентировал корабль в светлой части орбиты, при полёте на теневом участке использовал гироскопы, а при выходе из тени подправил ориентацию вручную. Однако, уже после вхождения в плотные слои атмосферы космонавт умело провёл снижение вручную, на заключительном участке приземления произошёл отказ парашютной системы: вытяжной парашют на высоте 7 км при скорости около 220 м/с не смог вытянуть из лотка основной парашют; при этом успешно вышедший на высоте 1,5 км запасной парашют не наполнился, так как его стропы обмотались вокруг неотстрелённого вытяжного парашюта основной системы; спускаемый аппарат (СА) ударился о землю в 65 км от Орска со скоростью около 140 км/ч, что привело к мгновенной гибели космонавта. Были повреждены ёмкости с пероксидом водорода, который, как сильный окислитель, усугубил пожар, в результате чего СА практически полностью сгорел.
Данная катастрофа стала первым случаем гибели человека в полёте в истории пилотируемой космонавтики.
Окончательно причина невыхода основного парашюта не выяснена, чаще всего упоминаемые причины:
- На полированный лоток могли осесть летучие фракции химреагента тепловой защиты во время его полимеризации в автоклаве из-за того, что смежники запаздывали с изготовлением крышек парашютных контейнеров и контейнеры во время этой процедуры были закрыты подручными материалами, в результате внутренняя поверхность лотка стала липкой, в связи с чем вытяжной парашют не смог вытянуть прилипший основной парашют[7].
- Рассматривался также вариант деформации стенок парашютного лотка в полёте из-за перепада давлений[6].

Из дневника Николая Петровича Каманина:

Через час раскопок мы обнаружили тело Комарова среди обломков корабля. По-видимому, Комаров погиб во время удара корабля о землю, а пожар превратил его тело в небольшой обгорелый комок размером 30 на 80 сантиметров.

Ряд СМИ впоследствии спекулировали информацией о якобы перехваченных станциями США криках Комарова в радиоэфире, и что он перед смертью сильно ругался на конструкторов, создавших корабль. Алексей Леонов в 2017 году назвал эти домыслы глупостью: «Там времени-то очень мало. Слышишь, как пошёл вытяжной, и ждёшь, когда пойдёт тормозной, — это всё в течение нескольких секунд. А потом ждёшь, когда раскроется основной купол. Он не понимал, что происходит. Это всё было очень скоротечно. Удар о землю, и всё.»
Циклограмма переговоров за несколько минут до трагедии (из Центрального архива научно-технической информации):

Гагарин: «Рубин», я «Заря-10». Вызываю на связь…
Комаров: Двигатель работал 146 секунд. Нормально всё идет. Всё идет нормально! Корабль был сориентирован правильно. (В голосе Комарова слышатся радостные нотки.) Нахожусь в среднем кресле. Привязался ремнями.
— Как самочувствие?
— Самочувствие отличное. Всё в порядке.
— Вот тут товарищи рекомендуют дышать глубже. Ждём на приземлении…
— Спасибо. Передайте всем. Произошло раз….
— «Рубин», я «Заря». Мы вас не слышим. Как слышите нас? Приём...

По итогам расследования причин аварии СА КК «Союз» парашютная система была модифицирована — технологию покраски и нанесения тепловой защиты изменили, контейнеры сделаны расширяющимися, стенки их утолщили.
После катастрофы «Союза-1» последовал полуторагодовой перерыв в пилотируемых полётах, конструкция корабля была значительно переработана для повышения его надёжности, было выполнено 6 беспилотных отработочных пусков, в числе которых в 1967 году состоялась первая автоматическая стыковка двух «Союзов» («Космос-186» и «Космос-188»). В 1968 году возобновились пилотируемые полеты, на Землю отправились три модификации, вскоре с 26 по 29 октября лётчик - космонавт Г.Т.Береговой полетел на ''Союзе-3'',  а в 1969 году проведены первая пилотируемая стыковка кораблей «Союз-4» и «Союз-5».
В подготовке экипажей кораблей «Союз-4» и «Союз-5» принимал активное участие И.В. Давыдов. Именно он стал инициатором создания Отдела средств аварийного спасения, приземления, поиска, эвакуации и подготовки космонавтов к действиям после вынужденной посадки в экстремальных условиях различных климатогеографических зон. Позднее он возглавил этот отдел, «где космонавты проходили специальную подготовку» . 